# Janne Haavisto
Janne Haavisto, född 1964, finsk trummis, musikproducent och mixare. Han är mest känd för sitt arbete med J. Karjalainen, Laika & The Cosmonauts, The JP's och The Farangs. Han har dessutom producerat skivor för bland annat Ismo Alanko och Lemonator. 
År 1992 blev han belönad med den finska motsvarigheten till Grammis, det vill säga Emma, för den bäst producerade skivan för sitt arbete med J. Karjalainens platta Tähtilampun alla. 
I dag är han speciellt aktiv med ambient och alternativ musik, som gruppen The Farangs och Helsinki. 

## Diskografi

### Soloalbum
- Welcome Tourist We Take Your Dolar (2000)
- Permanent Jet Lag (2002)